# سایه‌زنی سل

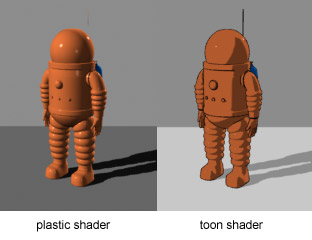
یک نمونه از لباس فضانوردی از کمیک روی ماه قدم گذاشتیم از ماجراهای تن‌تن. (سایه‌زنی سل به صورت سه‌بعدی در تصویر سمت چپ و سایه‌زنی تون به صورت دوبعدی در سمت راست)

سایه‌زنی سل (به انگلیسی: cel shading) یا سایه‌زنی تون (به انگلیسی: toon shading) یک رندر غیر عکاسی است که با استفاده از ته‌رنگ‌ها و سایه‌ها به صورت گرافیک‌های کامپیوتری سه‌بعدی به وجود می‌آیند. اغلب برای بازسازی تصاویر کمیک بوکی (داستان‌های مصور)، کارتون‌ها و حتی در بازی‌های ویدئویی استفاده می‌شوند. این تکنیک شباهت‌های زیادی با نقاشی رنگ روغن و نقاشی جوهری دارد.

## فرایند پایه
فرایند سایه‌زنی‌سل با یک مدل سه‌بعدی معمولی شروع می‌شود. تفاوت سایه‌زنی‌سل با رندرینگ معمولی در الگوریتم سایه‌زنی غیرواقع‌گرایانه آن است. در رندرینگ معمولی، مقادیر نورپردازی صاف برای هر پیکسل محاسبه می‌شود و سپس به تعداد کمی از سایه‌های گسسته تبدیل می‌شود تا ظاهر «تخت» خاصی ایجاد شود، جایی که سایه‌ها و هایلایت‌ها به صورت بلوک‌های رنگی ظاهر می‌شوند و به جای اینکه به صورت تدریجی مخلوط شوند.

## در رسانه‌ها
- مجموعه پویانمایی جدید مردعنکبوتی (۲۰۰۳)
- سوپرمن: سایه‌های آپوکالیپس (۲۰۰۲)
- تاز: تحت تعقیب (۲۰۰۲)
- پری دریایی کوچولو (۱۹۸۹)
- کمک! من ماهی هستم (۲۰۰۰)
- چه می‌شود اگر… ؟ (۲۰۲۱)[۴]